# ゼインズビル (オハイオ州)
ゼインズビル (Zanesville) は、アメリカ合衆国オハイオ州中東部に位置する都市。オハイオ川の支流であるマスキンガム川とリッキング川との合流点に形成されており、合流点に架かるY字橋で知られる。人口は25,487人（2010年国勢調査）。ゼインズビルに郡庁を置くマスキンガム郡1郡のみで成る小都市圏は86,074人（2010年国勢調査）の人口を抱えている。より広域的には、ゼインズビルは約90km西に位置する州都コロンバスの広域都市圏に含まれており、その人口は230万人を超える。

## 歴史
ゼインズビルは1800年にこの入植地を創設したエベネザー・ゼインにちなんで名付けられた。1747年にバージニア植民地に生まれたゼインは、1770年に同植民地のオハイオ川のほとり、現在のウェストバージニア州ホイーリングに移り住み、1797年にホイーリングから北西部領土を通ってケンタッキー州ライムストーン（現在のメイズビル、シンシナティ都市圏南東郊）へ通ずるゼインズ・トレイスと呼ばれた道を造った。ゼインはこの道がマスキンガム川を横切る渡津、かつリッキング川との合流点近くにゼインズビルを創設し、渡し船を航行させた。この合流点には1814年、リッキング川の南北両岸とマスキンガム川の東岸を1本の橋で結ぶ、最初のY字橋が架けられた。

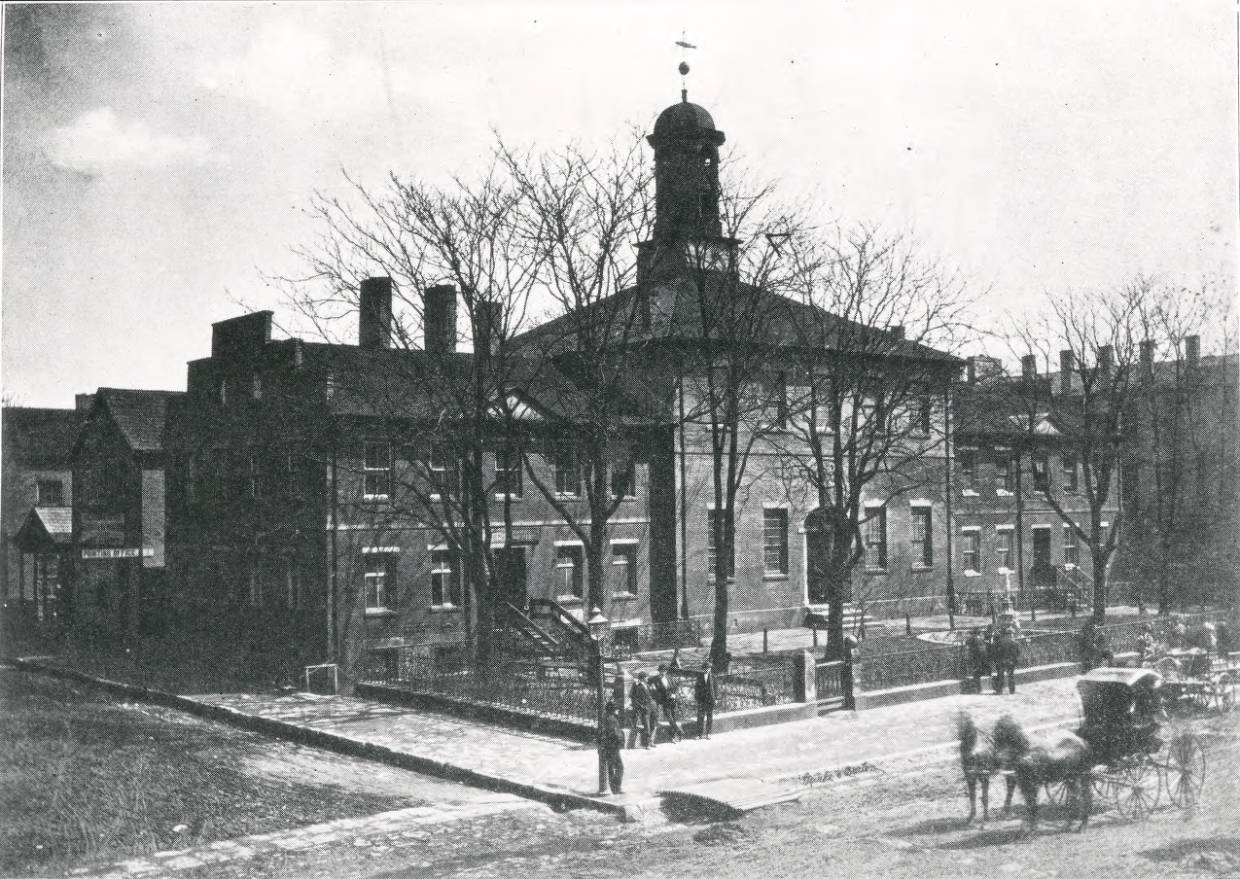
ゼインズビルに置かれた2代目のオハイオ州会議事堂庁舎

1810年、州都がチリコシーから移され、ゼインズビルはオハイオの州昇格以来2代目の州都となった。しかし、その翌々年、1812年には、州都はチリコシーに戻された。その後、1816年に州都はコロンバスに移され、現在に至っている。
しかし、州都がわずか2年で移された後も、ゼインズビルは地域の商工業の中心都市として成長した。1840年代には職人や商人が集まり、この地域の豊富な粘土を活かした陶器や、石鹸、蝋燭などが生産された。特に製陶は、19世紀中盤から20世紀前半に至るまで、ゼインズビルの地域経済を支える重要な産業となった。1890年にゼインズビルで製陶を始めたサミュエル・ウェラーは、1910年代には世界最大の製陶業者に成長した。しかし、世界恐慌以降はウェラーの工場の経営は傾くようになり、1948年には閉鎖した。市の人口も、1950年の国勢調査では4万人を超えてピークに達したが、その後は減少に転じている。

## 地理
ゼインズビルは北緯39度56分26秒 西経82度0分26秒 / 北緯39.94056度 西経82.00722度に位置している。市はオハイオ州中東部、州都コロンバスと、州境となっているオハイオ川を越えてすぐのウェストバージニア州ホイーリングとの中間、ややコロンバス寄りに位置しており、コロンバスからは東へ約90km、ホイーリングからは西へ約115kmである。
アメリカ合衆国国勢調査局によると、市の総面積は31.44km2（12.14mi2）である。そのうち30.48km2（11.77mi2）が陸地で0.96km2（0.37mi2）が水域である。総面積の3.05%が水域となっている。市域はオハイオ川の支流であるマスキンガム川に、その支流であるリッキング川が合流する地点を中心に、南北に細長く延びている。エコリージョンとしては、オハイオ州内では東部から南東部にかけて広がる西アルゲイニー台地に属している。市中心部に立地するマスキンガム郡地方裁判所での標高は、219mである。

### 気候
ゼインズビルの気候は中西部としては温暖な部類に入り、夏は南部同様に暑く湿気が多いものの、同緯度の東海岸諸都市と比べると冬の寒さが厳しい、内陸性の気候である。最も暖かい7月の平均気温は22℃、日中の最高気温の平均は29℃に達する。最も寒い12月の平均気温は氷点下1℃、最低気温の平均は氷点下6℃まで下がる。降水量は冬季の1月、春季の3-4月、および夏季の6-7月に多く、月間約90-115mm程度、一方秋季の10月には少なく、月間40mm程度であるが、その他の月は55-75mm程度である。年間降水量は約930mmである。また、州北部・エリー湖岸のクリーブランド等と比べるとかなり少ないものの、冬季には降雪も見られる。11月から3月までの降雪量は月間7-15cm程度、ひと冬では約60cmである。ケッペンの気候区分では、ゼインズビルは温暖湿潤気候（Cfa）に属する。
|               | 1月  | 2月  | 3月   | 4月  | 5月  | 6月   | 7月   | 8月  | 9月  | 10月 | 11月 | 12月 | 年    |
| ------------- | ---- | ---- | ----- | ---- | ---- | ----- | ----- | ---- | ---- | ---- | ---- | ---- | ----- |
| 平均気温（℃） | 0.0  | -0.6 | 3.3   | 10.0 | 16.1 | 21.1  | 22.2  | 21.1 | 17.2 | 12.2 | 5.0  | -1.1 | 10.6  |
| 降水量（mm）  | 96.5 | 58.4 | 114.3 | 91.4 | 63.5 | 104.1 | 104.1 | 63.5 | 63.5 | 43.2 | 61.0 | 76.2 | 932.1 |

### 都市概観
ゼインズビルの市街地はマスキンガム川とリッキング川の合流点を中心に形成されている。市中心部はマスキンガム川の東岸、北に州間高速道路I-70、南にマスキンガム川運河、東にアンダーウッド・ストリートに囲まれた地域に概ね形成されている。ゼインズビルが製陶をはじめとする工業で栄えていた時代、1970年代以前には、市中心部は市の経済の中心地で、工場、事務所、大小様々な店舗、ホテル、劇場・映画館などが建ち並んだ。しかし、1970年代以降は市中心部は寂れ、銀行や法律事務所、教会のほかには、小規模な店舗が建つのみとなっている。
ゼインズビルの街路は、市中心部においては比較的整然と区画されている。市中心部で南北に通る通りには数字がついており、マスキンガム川から離れるほど数字が大きくなる。これらの通りは、市の目抜き通りであるメイン・ストリート（国道40号線）を境に北（N）と南（S）に分かれている。一方、東西に通る通りには、メイン・ストリートのみ、マスキンガム川以西で西（W）、9thストリート以東で東（E）がついており、その他の通りには東西の区別は無い。

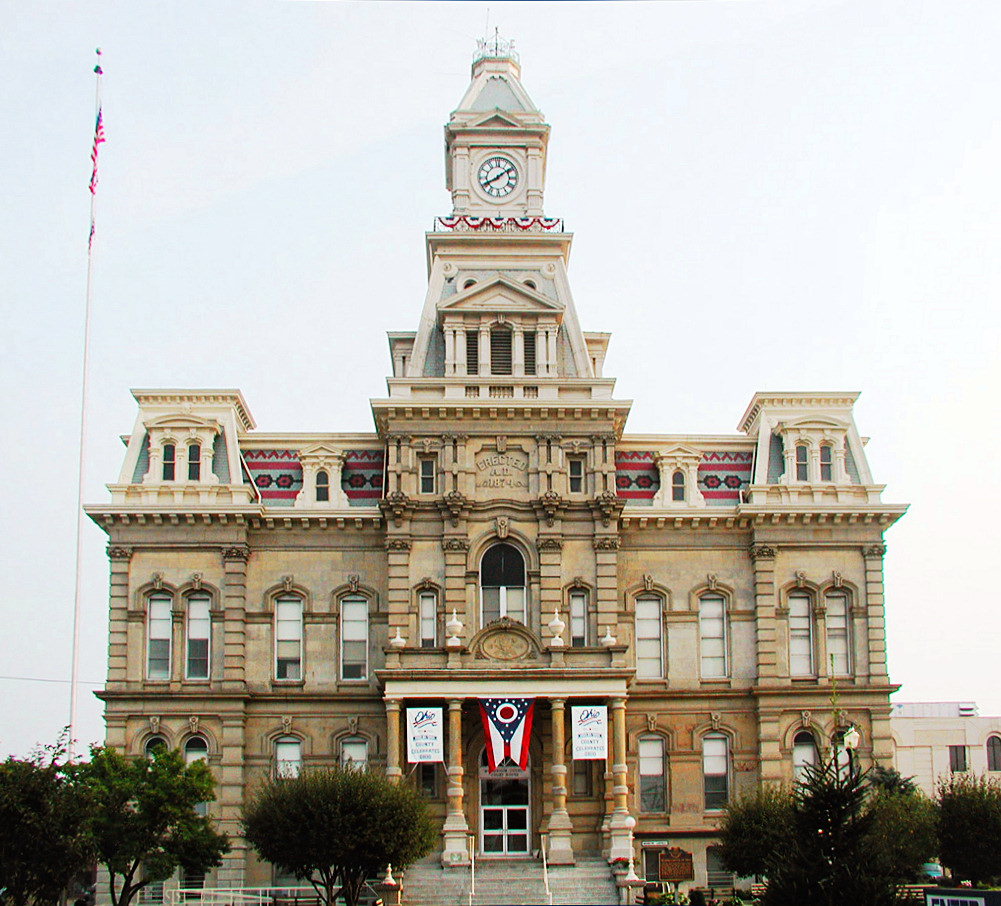
マスキンガム郡地方裁判所

メイン・ストリートと4thストリートの北東角にはマスキンガム郡地方裁判所の庁舎が建っている。イタリアネイト建築様式のこの庁舎は、1973年に国家歴史登録財に指定された。また、メイン・ストリートが市中心部から西へ、マスキンガム川とリッキング川の合流点を渡るところには、ゼインズビルのシンボルであるY字橋が架かっている。Y字橋の下流、6thストリート（国道22号線）がマスキンガム川を渡るところには6thストリート橋が架かっており、その対岸にはパットナム歴史地区が広がっている。パットナム歴史地区は、1975年に国家歴史登録財に指定された。

## 政治
ゼインズビルは市長制を採っている。市長は市の行政の最高責任者であると共に市の治安維持の最高責任者であり、市の公共サービス局長、公共安全局長、および公共サービス局・公共安全局それぞれの下に置かれている各局の局長の任命、および罷免権限を有している。市長は全市からの投票で選出され、その任期は4年である。
市の立法機関である市議会は9人の議員、議長、および書記官から成っている。9人の議員のうち、6人は市を6つに分けた小選挙区から1人ずつ選出され、残りの3人は全市から選出される。議長および書記官は議員とは別にそれぞれ選出される。

## 交通

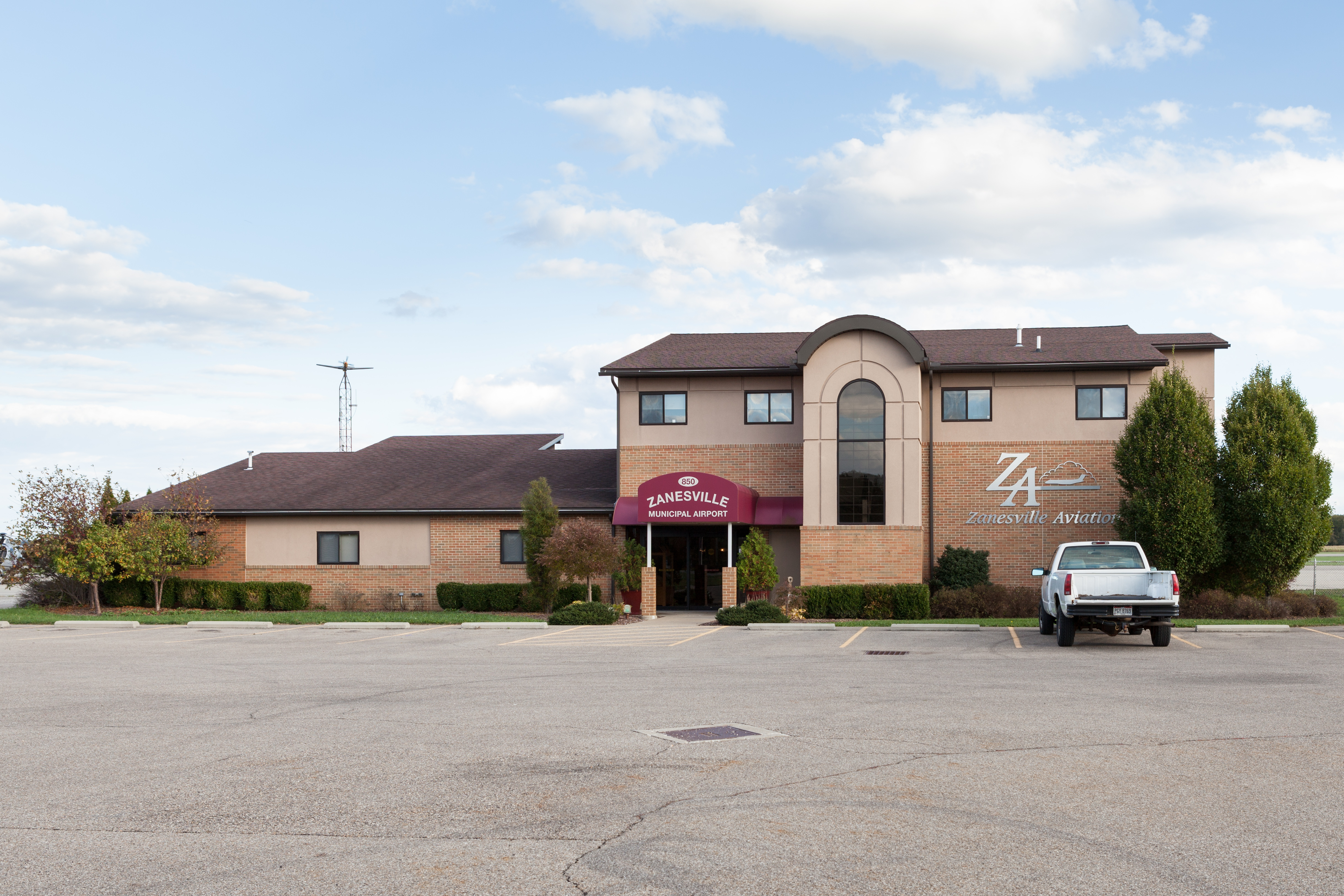
ゼインズビル市営空港のターミナルビル

ゼインズビルに最も近い商業空港は、コロンバスのダウンタウンから東へ11km、ゼインズビルの中心部からは西へ約80kmに立地するポート・コロンバス国際空港（IATA: CMH）である。同空港からは、西海岸の一部を除く、3大航空会社各社のハブ空港からの便が就航している。市中心部から東へ約9kmにも、ゼインズビル市営空港が立地しているが、こちらはゼネラル・アビエーションと呼ばれる、自家用機やチャーター機等の発着が主になっている、規模の小さい空港である。
州間高速道路I-70は市域のほぼ中央、市中心部の北を東西に通っている。I-70はボルチモアからユタ州へ、大陸をほぼ横断する幹線で、オハイオ州内においても州のほぼ中央を横切り、コロンバスやデイトンへと通ずる重要度の高い道路である。このI-70とほぼ並行して、ゼインズビルにおいてはメイン・ストリートとなっている国道40号線が東西に通っている。また、国道22号線はシンシナティからランカスターを経由して、ゼインズビルで国道40号線と合流し、その東のケンブリッジで分岐して、スチューベンビルを経てピッツバーグへと至っている。
グレイハウンドのバスターミナルは市中心部、メイン・ストリートと2ndストリートの南東角にあり、コロンバス・インディアナポリス・セントルイス方面とホイーリング・ピッツバーグ・ニューヨーク方面とを結ぶバスが東行、西行とも1日2便停車する。また、このバスターミナルは、マスキンガム郡とガーンジー郡で路線バスおよびシャトルバスを運行する南東地域交通（SEAT）の、ゼインズビル側のターミナルを兼ねており、ゼインズビル市内をカバーする4路線の路線バスが発着する。

## 教育
オハイオ大学はアセンズの本校の他に8つある地方キャンパスのうちの1つをゼインズビルに置いている。同学のゼインズビルキャンパスは市中心部から北西へ約4kmに立地している。ゼインズビルキャンパスは地域密着で通学生を受け入れている。ゼインズビルキャンパスにおいては、5つの準学士、および13の学士専攻プログラムに加えて、6つの副専攻プログラムを提供している。
オハイオ大学ゼインズビルキャンパスの179エーカー（724,000m2）のキャンパスは、地元コミュニティ・カレッジのゼイン州立カレッジと共用しているものである。ゼイン州立カレッジは2年制の準学士プログラムの他に、サーティフィケートプログラムや職業訓練も行っている。ゼイン州立カレッジはゼインズビルの本校のほか、ケンブリッジにもキャンパスを構えており、また本校の北西約7.5km、リッキング川の人造湖であるディロン湖に隣接して自然資源センターも有している。

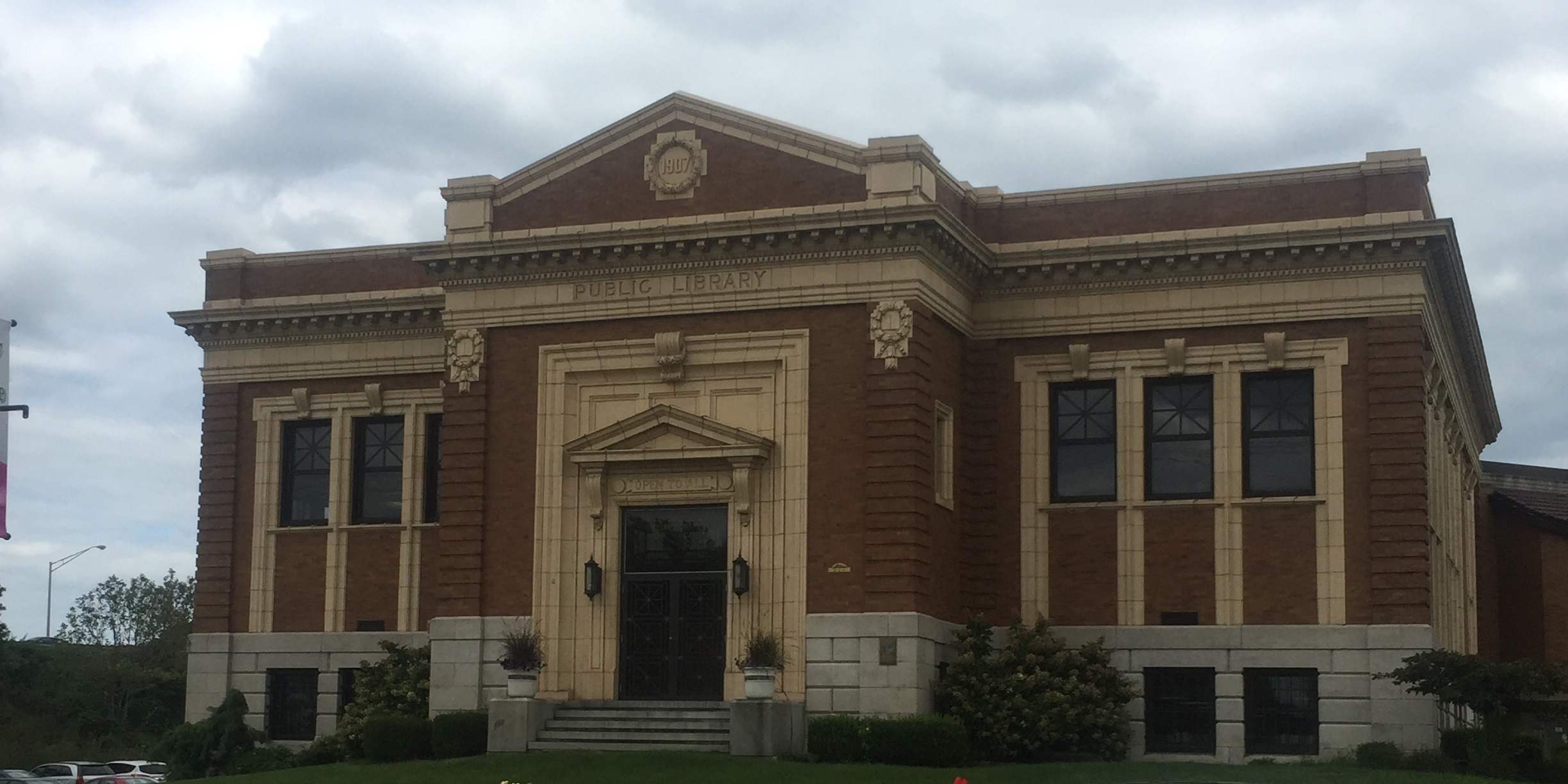
ジョン・マッキンタイアー図書館。ファサードには OPEN TO ALL （皆に開かれている）と浮き彫りで刻まれている。

また、ゼインズビルの中心部から東へ約25km、マスギンガム郡の東端で、ゼインズビルとケンブリッジの中間にあるニューコンコード村には、1837年に創立した長老派教会系のリベラル・アーツ・カレッジ、マスキンガム大学が立地している。同学はUSニューズ&ワールド・レポートの大学ランキングでは、中西部の「地方区の大学」の中で上位50位前後、もしくはそれ以内に入る評価を受けている。
ゼインズビルにおけるK-12課程はゼインズビル市学区の管轄下にある公立学校によって支えられている。同学区は小学校3校、中学校1校、および高校1校を有し、約3,400人の児童・生徒を抱えている。
マスキンガム郡の公立図書館であるマスキンガム郡図書館システムはゼインズビルの中心部、5thストリートとシニック・ストリートの北東角に立地するジョン・マッキンタイアー図書館を本館としている。1905年に開館したこの図書館はアンドリュー・カーネギーによる援助を受けたものであるが、カーネギーの名の代わりに、創設者の名であるジョン・マッキンタイアーの名が冠されることを、カーネギー自身が特別に許した。

## 文化と名所

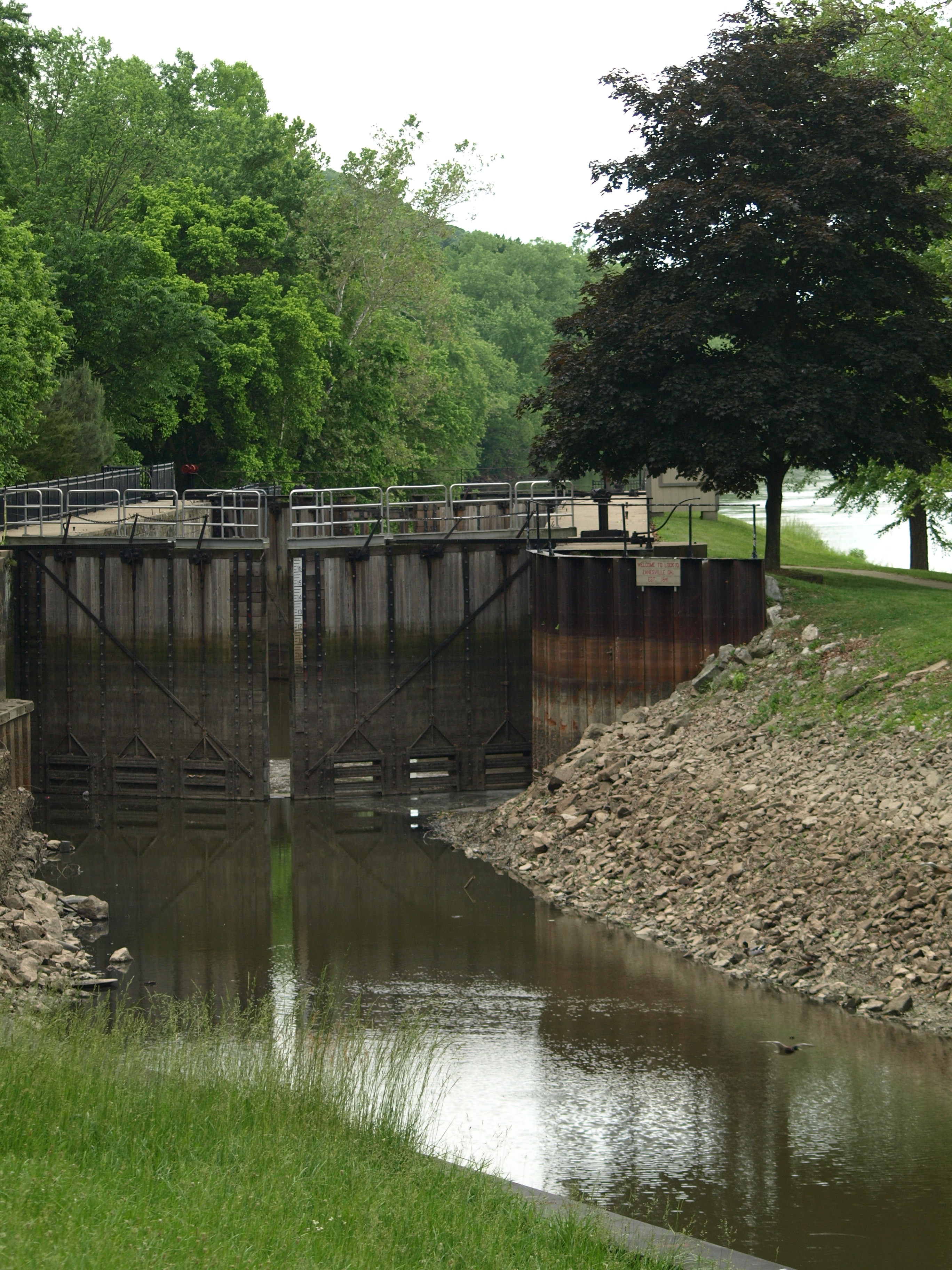
マスキンガム川の第10閘門

市内を流れるマスキンガム川は市の名所にもなっている。マスキンガム川はかつて水運に使われており、その流路上11ヶ所に閘門があるが、その第10閘門はゼインズビルにある。1837-41年にかけて建設されたこの閘門は、マスキンガム川では唯一の二重閘門である。この閘門を含む、マスキンガム川の航法システムは、2001年にアメリカ土木学会によって歴史的土木建造物に指定された。また、メイン・ストリートの1ブロック北を通るマーケット・ストリートの西端、この第10閘門の少し上流のマスキンガム河岸にはゼインズ・ランディング公園があり、外輪船ロレーナ号が停泊している。ロレーナ号は夏季の6-10月にかけて、遊覧や予約制のランチ/ディナークルーズに運航される。

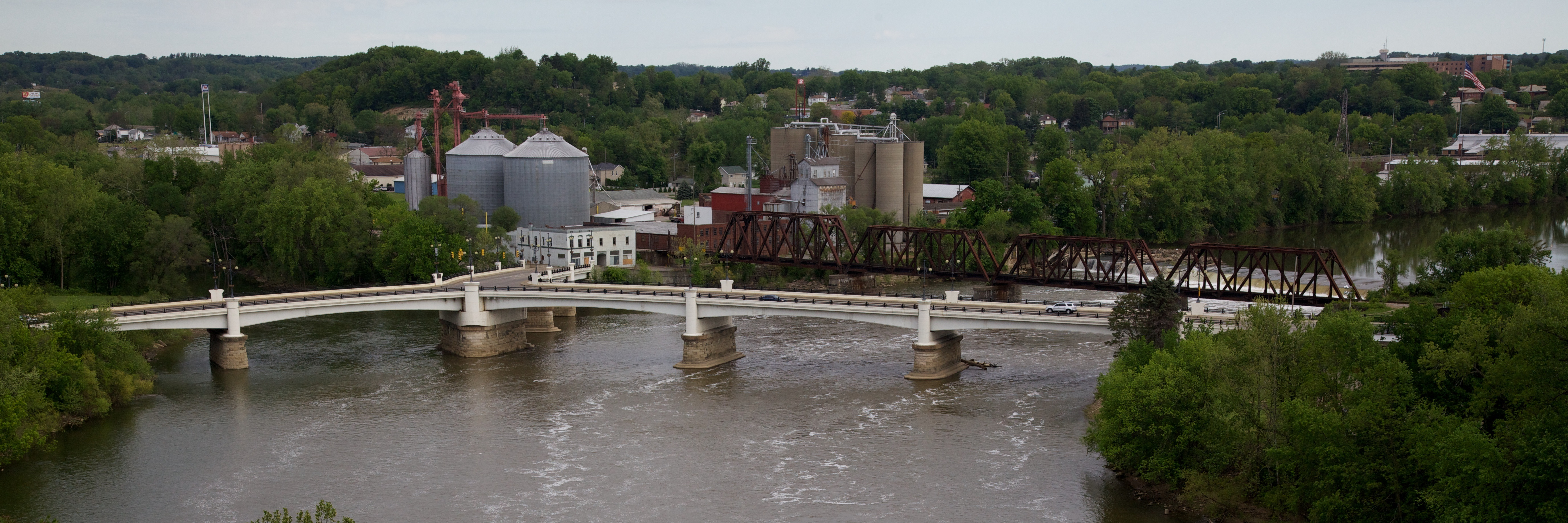
ゼインズビルのY字橋

第10閘門の下流、リッキング川との合流点には、ゼインズビルのシンボルである、マスキンガム川の東岸とリッキング川の南北両岸を1本の橋で結ぶY字橋が架かっている。最初のY字橋は1814年に架けられ、以後1819年、1832年、1902年、そして1984年に架け替えられ、現在に至っている。100年以上前に、ゼインズビルのある住民が、道に迷った旅行者に「橋の真ん中へ行って左へ曲がりなさい」と案内したという話は、現在でも語り継がれており、ゼインズビルの住民の間ではよく知られたジョークになっている。また、アメリア・イアハートは、このY字橋の存在のため、ゼインズビルは「全米で最も判りやすい街」だと述べた、とも言われている。この橋は1973年に国家歴史登録財に指定された。
市中心部から6thストリート橋を渡ってすぐ、パットナム歴史地区内には、マスキンガム郡内最古の建築物であるインクリース・マシューズ医師の家が保存されている。この家は1805年に建てられたもので、1970年にマスキンガム郡歴史協会に寄贈された後は博物館として一般に公開されている。この家では、軍事史や考古学に関する事物や、ネイティブ・アメリカンの工芸品、キルト、地元のガラス工芸、陶器などが展示されている。
同じくパットナム歴史地区内、このインクリース・マシューズ医師の家の近くには、ストーン・アカデミー史跡・博物館が立地している。この建物はもともと、1809年に、新しい州庁舎とするためにマシューズらが建てたもので、その後は公共の建物として使われ、1830年代には地元における奴隷制度廃止運動の拠点となった。その後1840年に一般の家屋に転用され、現在は博物館となっている。同館ではマッキンタイアー夫妻をはじめとする肖像画や、往時の家具、陶器、ネイティブ・アメリカンの工芸品などが展示されている。また、1870年代にこの建物に住んだ小説家・劇作家・女優・フェミニズム運動家、エリザベス・ロビンスの作品も展示されている。
市中心部から北へ約5km、ミリタリー・ロード沿いにはゼインズビル美術館が立地している。同館はアメリカ合衆国、ヨーロッパ、アジア、アフリカの芸術作品のほか、地元オハイオ州を題材とした作品や、アメリカ合衆国の陶芸品を収蔵・展示している。また、市中心部、シニック・ストリートと4thストリートの南西角には、1,776席のホールと450席のミーティングスペースを有するセクレスト講堂が立地しており、ミュージカル、コンサート、ダンスなどの演技芸術の公演のほか、会議や結婚披露宴にも使われている。

## 人口推移
以下にゼインズビル市における1800年から2010年までの人口推移を表およびグラフでそれぞれ示す。なお、ゼインズビル小都市圏はマスキンガム郡1郡のみで構成されている。コロンバス・マリオン・ゼインズビル広域都市圏全体の人口については、コロンバス (オハイオ州)#都市圏人口を参照のこと。
| 統計年 | 人口     |
| ------ | -------- |
| 1800年 | 474人    |
| 1810年 | 1,154人  |
| 1820年 | 2,052人  |
| 1830年 | 3,094人  |
| 1840年 | 4,766人  |
| 1850年 | 7,929人  |
| 1860年 | 9,229人  |
| 1870年 | 10,011人 |
| 1880年 | 18,113人 |
| 1890年 | 21,009人 |
| 1900年 | 23,538人 |
| 1910年 | 28,026人 |
| 1920年 | 29,569人 |
| 1930年 | 36,440人 |
| 1940年 | 37,500人 |
| 1950年 | 40,517人 |
| 1960年 | 39,077人 |
| 1970年 | 33,045人 |
| 1980年 | 28,600人 |
| 1990年 | 26,778人 |
| 2000年 | 25,586人 |
| 2010年 | 25,487人 |